# Johannes Rosinus
Johannes Rosinus, nome latinizzato di Johannes Roszfeld (1550 – 1626), è stato uno storico e scrittore tedesco, autore di un'opera sulle antichità romane intitolata Antiquitatum romanarum corpus absolutissimum, che apparve per la prima volta a Basilea nel 1585.

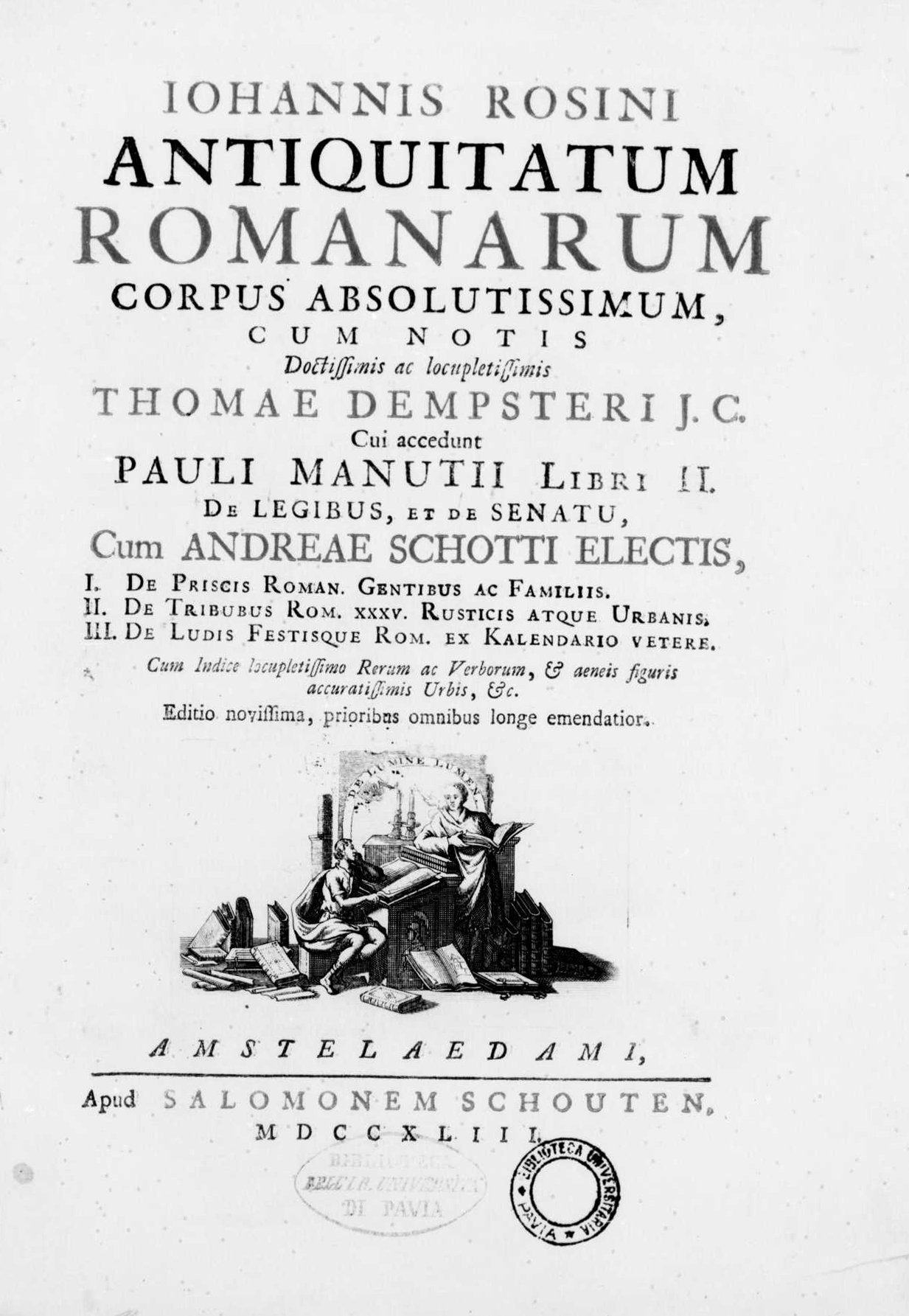
Antiquitatum romanarum corpus absolutissimus, edizione del 1743

Studiò a Jena, e divenne vice rettore di una scuola a Ratisbona. Prestò anche servizio come ministro di una chiesa luterana a Wickerstadt a Weimar. In seguito predicò nella chiesa cattedrale di Naumburg, Sassonia.
L'opera di Rosinus subì varie edizioni ad opera di curatori successivi compresi Thomas Dempster, Paolo Manuzio, André Schott e Samuel Pitiscus.
La dedica di Dempster della sua edizione di Antiquitatum romanarum corpus absolutissimum di Rosinus per re Giacomo gli valse un invito alla corte inglese e la protezione del re.

## Opere
- (LA) Antiquitatum romanarum corpus absolutissimus, Basilea, 1585.
  - (LA) Antiquitatum romanarum corpus absolutissimus, 1663.
  - (LA) Antiquitatum romanarum corpus absolutissimus, Amsterdam, Salomon Schouten, 1743.